# Tilathi
Tilathi (en népalais : तिलाठी) est un comité de développement villageois du Népal situé dans le district de Saptari. Au recensement de 2011, il comptait 3 624 habitants.